# Arxiu de la Corona d'Aragó
L'Arxiu de la Corona d'Aragó (ACA), originalment Arxiu Reial de Barcelona, és un arxiu històric que conté el fons documental de les institucions de l'antiga Corona d'Aragó i actualment conté, a més, d'altres fons històrics. Des del 1994, té la seu al carrer dels Almogàvers de Barcelona, d'on fou traslladat del Palau del Lloctinent. Fou creat el 1318 a Barcelona pel rei en Jaume II d'Aragó el Just com a arxiu unificat de tots els territoris de la Corona d'Aragó i així fou efectivament des del 1318 fins al 1419, quan es creà l'Arxiu Reial de València, on es dipositaren els fons de la magistratura de control econòmic de l'administració del regne i els de l'Arxiu del Mestre Racional del Regne de València. El 1461, les Corts de Saragossa fundaren l'Arxiu del Regne d'Aragó (provisionalment creades el 1348 però no fetes realitat fins al 1461). Havent passat la Guerra de Successió (1701-1714), en fou nomenat cap d'arxiu (1740-1783) Javier de Garma, que intentà crear un autèntic Arxiu de la Corona d'Aragó reunint a l'Arxiu Reial de Barcelona, seu de l'arxiu mare, tots els fons de l'administració reial dels territoris de l'antiga Corona d'Aragó. El projecte de Garma inspirà la política de Pròsper de Bofarull i Mascaró, cap de l'arxiu entre 1814 i 1849, i vertader creador de l'actual Arxiu General de la Corona d'Aragó, que va augmentar-ne els fons, incorporant-hi els arxius històrics d'institucions desaparegudes.
Des del 1318 i fins al 1770, tingué seu al Palau Reial Major de Barcelona. El 1714, arran de la derrota en la guerra de successió, els fons anaren a les golfes de l'edifici, i foren conservats en pèssimes condicions. 1770, l'arxiu fou traslladat al palau que havia estat la seu de la Generalitat, aleshores ocupada per la Reial Audiència, i el 1853 al Palau del Lloctinent. A partir del 1993, s'efectuà un traslladat parcial des del Palau del Lloctinent a un edifici de nova planta, l'Edifici Almogàvers, de manera que actualment té dues seus: la històrica del Palau del Lloctinent es manté per a actes protocol·laris, exposicions i cursos, mentre que la nova serveix per a la investigació i custòdia.
El 20 de gener del 2007, es signà la creació del Patronat de l'Arxiu de la Corona d'Aragó al Palau del Lloctinent de Barcelona, per part dels presidents de Catalunya, d'Aragó, de la Comunitat Valenciana, i de les Illes Balears, així com el ministre de Cultura de l'estat espanyol.

## Història

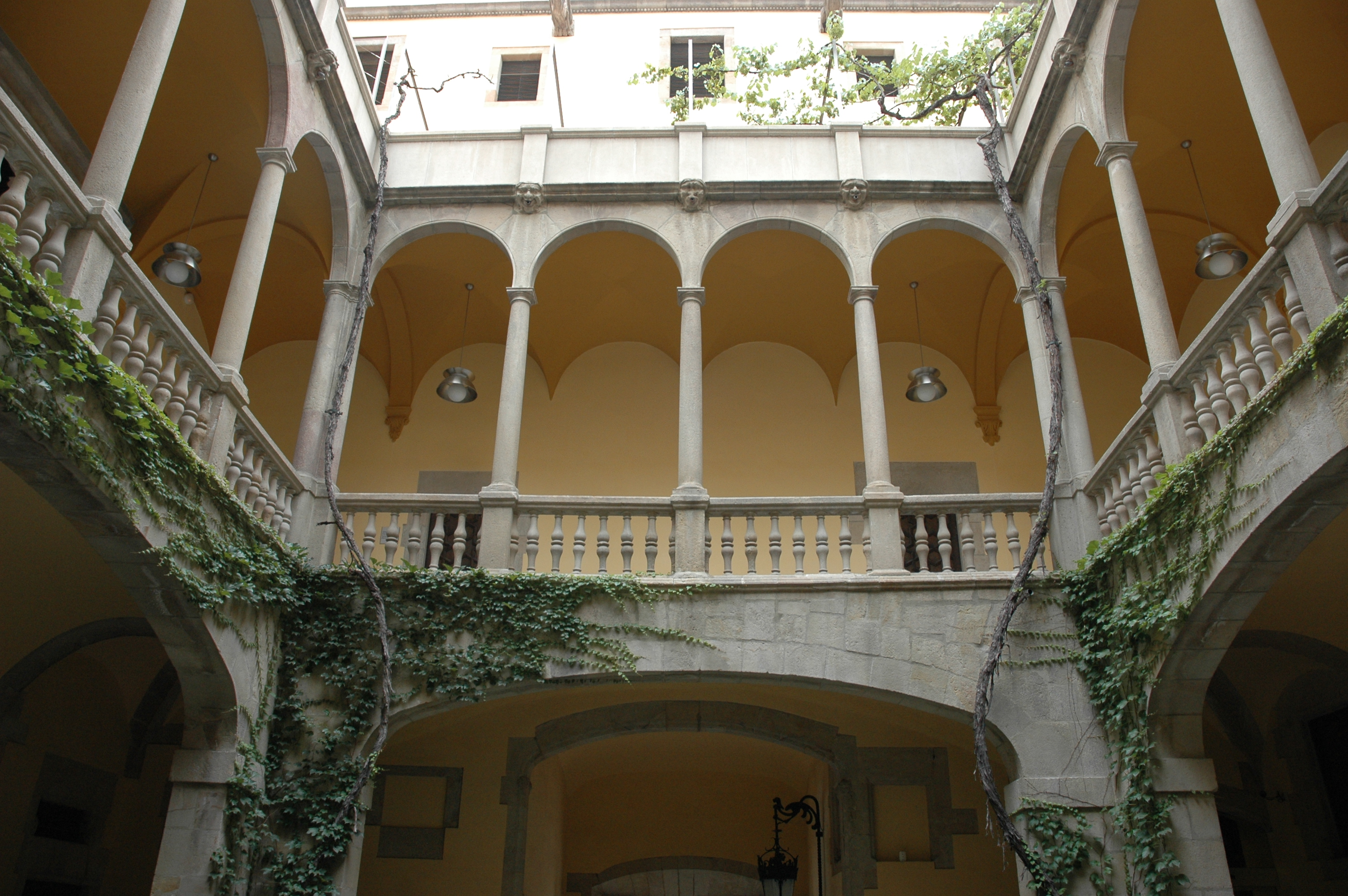
Pati interior del Palau del Lloctinent, antiga seu de l'Arxiu de la Corona d'Aragó

### Precedents
Els precedents per a la de l'arxiu són les col·leccions de pergamins provinents de les escrivanies dels primers comtes de Barcelona i dels reis d'Aragó. És esmentat per primer cop un arxiu del rei el 25 d'octubre del 1180. L'any 1194, el rei Alfons el Cast encarrega la compilació dels documents de l'arxiu reial amb validesa legal útils per als drets de la Corona a Ramon de Caldes, degà de la Seu de Barcelona i jurista. El resultat va ser el Liber feudorum maior. El mateix Ramon de Caldes va manifestar que l'arxiu es trobava in ordinatione confusa. Gràcies a aquesta compilació, tenim coneixement de més d'un miler de documents, els més antics del segle ix.
Aquestes mencions primerenques no volen dir que existís encara un arxiu ordenat, sinó que s'havien catalogat diversos pergamins que podien estar dispersos geogràficament, i normalment no es prenen aquestes mencions com un precedent de l'actual Arxiu. La primera menció d'un dipòsit reial de documents és el 1255 per a un dipòsit situat al monestir de Santa Maria de Sixena, llavors situat al centre geogràfic de la Corona.
Amb Jaume I d'Aragó, es va intensificar l'ús del paper, fet que va incrementar el ritme de producció dels documents i marca l'inici dels registres de Cancelleria reial.

## Creació
El rei en Jaume II d'Aragó el Just creà, el 1318, l'Arxiu Reial al Palau Reial Major de Barcelona i, alhora, també es va crear l'Arxiu del Mestre Racional. Aquell arxiu es va crear amb caràcter d'arxiu únic i central de tota la Corona d'Aragó, i conservà la documentació de tots els territoris sobre els quals s'exercia sobirania (bona part de l'orient de la península Ibèrica, part de l'actual Sud de França, i parts d'Itàlia, Grècia i Àfrica). Els documents es conservaven en funció de qui els atorgava (el rei, la reina, etc.) i no segons un criteri territorial; això es deu al fet que, en els temps inicials, la Cancelleria reial no registrava els documents en grups separats per a cadascun dels diferents estats, sinó per ordre d'emissió.
Per altra banda, el dipòsit de documents del monestir de Santa Maria de Sixena (Regne d'Aragó) va ser traslladat, el 1308, al dipòsit reial de Barcelona conservat al monestir de Sant Joan de Jerusalem. Altrament, també existien dipòsits de la casa del Temple de Barcelona i de la casa del Temple de Saragossa (Orde del Temple) a l'Arxiu Reial de Barcelona.

### Organització dels documents

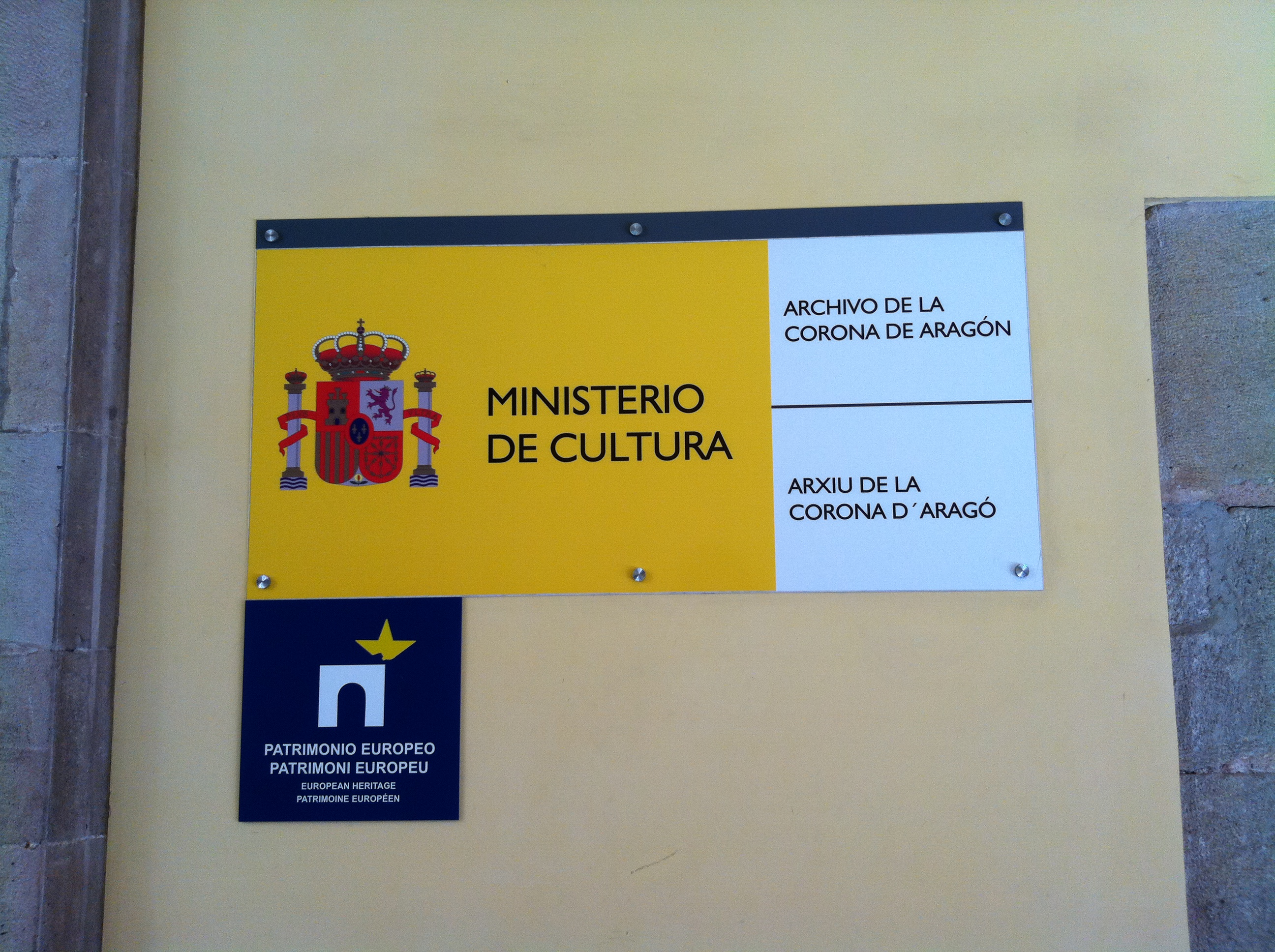
Placa informativa al Palau del Lloctinent

Va ser també Jaume II qui va emprar el paper de manera habitual per a la correspondència i va començar a organitzar la Cancelleria agrupant certs temes (Comune, Curie, Graciarum, Sigilli Secreti, Solucionum, Subsidiorum, Cenarum, etc.). Però va ser en temps de Pere el Cerimoniós que l'organització de la Cancelleria va ser més estructurada i es creà la figura del tinent les claus o tinent de les claus per guardar els documents de l'arxiu, el primer dels quals fou Pere Passeya (o Perseya), nomenat el 1346. Aquest mateix rei establí, el 1385, unes ordinacions sobre el tractament que l'arxiver hauria de donar als registres: retolació, foliació, restauració, indexació, etc., aquestes ordinacions es consideren les més antigues d'Europa.
Durant el segle xv, l'organització de l'arxiu es va mantenir amb algunes variants, la més important de les quals va ser la creació de l'Arxiu del Regne de València (1419) i de l'Arxiu del Regne d'Aragó (1461). El fet era que els documents de la Cancelleria preservaven els interessos del monarca, però també els dels seus súbdits que havien aconseguit certes concessions, legitimacions de fills naturals, executòries de sentències, etc.; per tant, també preservava els interessos dels particulars. Donat aquest caràcter públic de la documentació, el Regne de València i el d'Aragó reclamaren la confecció de registres exclusius per als seus regnes, que es conservarien als arxius creats de nou.
D'aquesta manera, l'Arxiu Reial de Barcelona va començar a perdre el seu caràcter d'arxiu central: dels documents d'Alfons el Magnànim emesos a Nàpols, només els registres van ser enviats a Barcelona, després de la seva mort; Ferran II va delegar en el lloctinent i en l'Audiència i els seus secretaris no acostumaven a enviar els seus documents a l'Arxiu de Barcelona. Amb els Àustries, el nombre de documents reials conservats a Barcelona es va reduir considerablement, fins al 1624 –des del 1621, la documentació relativa als aragonesos i valencians era enviada a l'arxiu de Simancas – quan, finalment, els registres reials ja no es van transferir a aquest arxiu, només acollia els generats pel lloctinent o el virrei, i dels comtats de Rosselló i Cerdanya, i de l'administració reial dels regnes de Mallorca i Sardenya. Als arxius reials de Saragossa i València, s'enviaren els registres reials i dels virreis corresponents.

### Accés públic als documents
Durant aquest temps, a Catalunya es va anar concretant aquella idea de l'arxiu amb utilitat pública, i les Corts Catalanes del 1481 van aprovar una Constitució que obligava els arxivers a mostrar les cartes relatives a particulars i a fer-ne còpies si es demanaven. El 1503, es demanava que tots els registres ingressessin a l'arxiu 10 anys després de la seva finalització. Es van dur a terme diversos altres intents per garantir l'accés públic a la documentació i, el 1706, amb l'Arxiduc Carles, els Estaments van elaborar uns articles amb les reformes necessàries per fer-ne accessible tota la informació. Però, amb Felip V, l'arxiu es va considerar un arxiu definitivament tancat i es van acabar les transferències el 1727 i, el 1738, el rei signava una Real Cédula establint les disposicions d'organització dels documents, la seva conservació i el nomenament dels oficials. Va ser durant el segle xvii que es va generalitzar la designació de l'arxiu amb el nom amb el qual se'l coneix ara, però Felip V va ser el primer monarca a posar-lo per escrit. Es va nomenar Francisco Javier de Garma y Duran (1740-1783) com a arxiver i es van començar a endreçar els documents, sense respectar alguns fons petits, sí però el fons antic de l'arxiu. Es va proposar traslladar a Barcelona els arxius reials de València i de Saragossa, però no ho va aconseguir –per desgràcia, l'arxiu reial de Saragossa va ser destruït pels francesos durant la Guerra de la Independència, i només se'n van salvar uns pocs documents–. El 1770, els documents van ser traslladats a unes dependències del Palau de l'Audiència, en aquell moment els treballs d'ordenació es donaven per acabats, però no els índexs. El 1783, va morir Garma i, a partir d'aquell moment, es van deixar de segellar els documents amb el segell personal de l'arxiver i es va crear un segell propi de la institució.

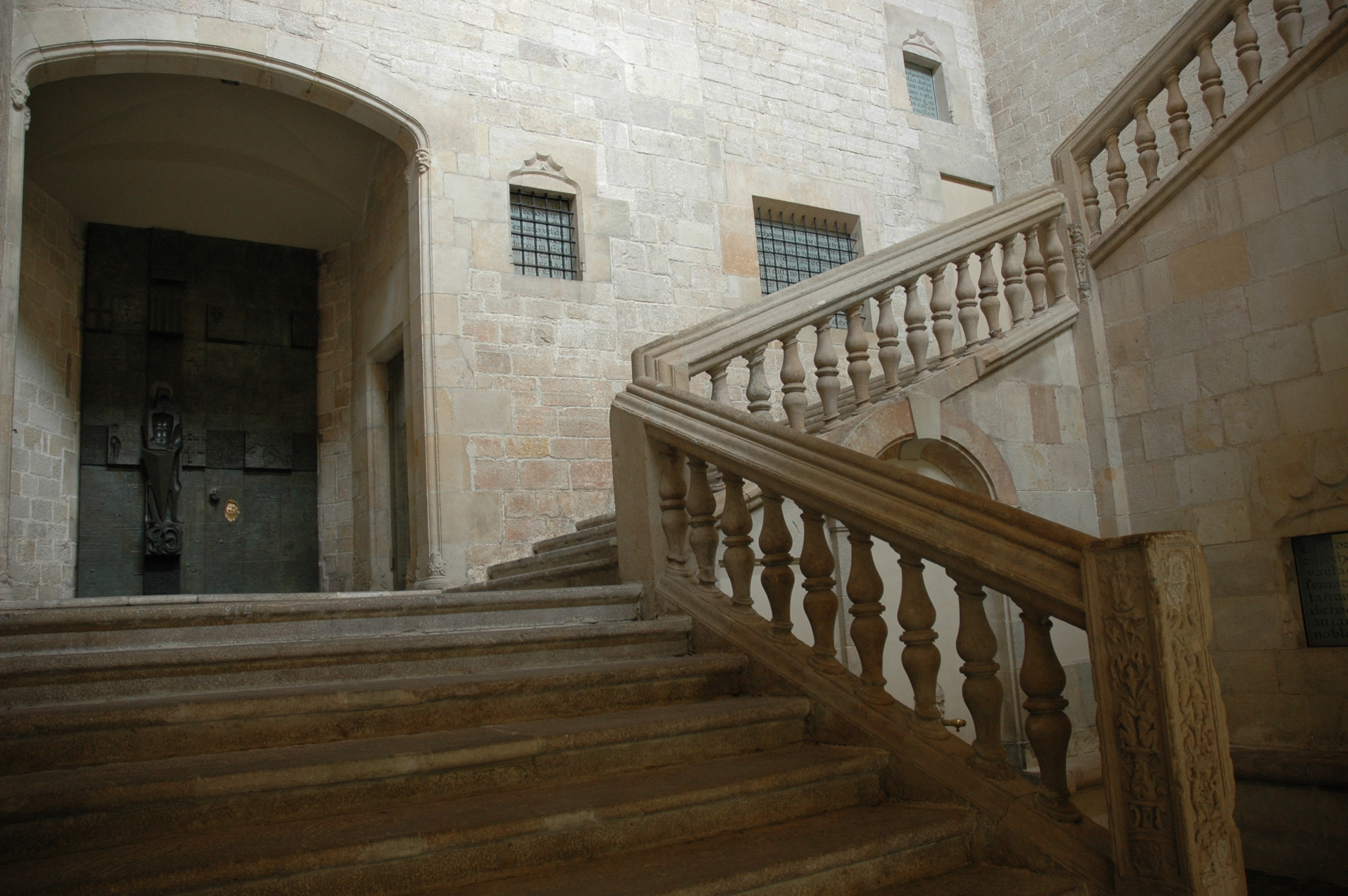
Escalinata. Al replà, porta esculpida per Subirachs

Amb el retorn al tron de Ferran VII d'Espanya, va ser nomenat arxiver Pròsper de Bofarull i Mascaró (1814-1849), que va elaborar-ne uns magnífics inventaris i índexs i va restaurar i enquadernar nombrosos registres i volums. Va publicar Los Condes de Barcelona Vindicados i va iniciar la Colección de Documentos Inéditos (CODOIN), donant a conèixer molts documents antics de l'arxiu. Es va encarregar de proporcionar a l'arxiu una seu adequada, el Palau del Lloctinent, i va intentar tornar a fer de l'arxiu un arxiu viu, si més no, de les institucions catalanes, aconseguint la transferència, el 1852, des de l'Arxiu de Simancas dels fons del Consell d'Aragó allà conservats. A més d'intentar incorporar altres fons, també es va interessar per salvar els arxius dels monestirs i convents desamortitzats (1835). Amb les noves incorporacions, van crear-se noves seccions: Generalitat, Ordes religiosos, Junta Suprema de Catalunya, etc. Durant la seva època, l'arxiu va ser un centre d'intercanvi històric amb altres països europeus.

### Arxivers
El seu primer arxiver fou Pere Perseya. La mort de Pròsper de Bofarull coincideix amb la creació del Cos Facultatiu d'Arxivers, Bibliotecaris i Arqueòlegs. A partir del 1858, l'arxiu perd autonomia i passa a dependre del Ministeri. Després de Pròsper de Bofarull, van ser arxivers el seu fill Manel de Bofarull (1850-92) i el seu net Francesc de Bofarull (1893-1911); Eduardo González i Hurtebise (1912-21), que va elaborar una guia general de l'arxiu; Ferran Valls i Taberner (1929-40), que va organitzar la biblioteca auxiliar i va donar renom a l'arxiu dins la ciutat; i Jesús Ernest Martínez Ferrando (1940-61), que va consolidar el prestigi científic de l'arxiu i inicià reformes d'ampliacions i de seguretat per a la documentació. La llarga llista d'arxivers iniciada el 1346 es completa fins a l'actualitat amb Frederic Udina Martorell (1961-1982), que va deixar el càrrec per motius personals, però el Ministeri li va concedir el títol de Director Honorífic, Maria Mercè Costa Paretas (1984-1988), Rafael Conde y Delgado de Molina (1988-1995), Pedro López Gómez (1995-1997), Carlos López Rodríguez (1998-2021), i l'actual director, Alberto Torra Pérez (2021-actual).

### Nova seu
L'any 1993, es va inaugurar la nova seu de l'arxiu al carrer Almogàvers, en un edifici de nova construcció, vora l'Estació del Nord, dotat dels més nous avenços en instal·lació i seguretat. L'any 1994 va entrar en funcionament. L'antiga seu es manté per a actes institucionals, exposicions, cursos i activitats de formació i difusió, etc.

## Titularitat
La titularitat de l'arxiu correspon a l'estat espanyol, però la gestió ha estat reclamada per diversos governs autonòmics els territoris dels quals formaren part de la Corona. El 20 de gener del 2007, els presidents de Catalunya, el País Valencià, les Illes Balears i l'Aragó, acompanyats de la ministra de Cultura de l'estat espanyol, van escenificar la constitució del Patronat de l'Arxiu de la Corona d'Aragó. A partir d'aquesta data, els quatre governs hi tindran la mateixa representació. L'acte es va fer al palau del Lloctinent de Barcelona, que es va rehabilitar per aplegar novament l'arxiu.
La constitució, al gener del 2007, del patronat posa punt final a més de dues dècades de negociació, ja que les primeres gestions per a fer-ho possible van començar l'any 1981. En endavant, hi tindran representació els quatre governs.
El govern espanyol va aprovar les condicions constituents del patronat de l'arxiu. Es va acordar que el patronat serà presidit pel ministre de Cultura de l'Estat espanyol i tindrà dues vicepresidències: l'una, l'ocuparà un càrrec de l'executiu espanyol i, l'altra, un dels consellers de Cultura (que es rellevaran cada any). Amb el patronat, es vol millorar la conservació del fons i facilitar la investigació històrica i la projecció de la institució.

## Fons
El document més antic és del 844; el més antic escrit en paper, del 1178; el més antic escrit en català, del 1211; els escrits en llengua aragonesa abunden a partir del segle xiii. Després de diverses modificacions al llarg del temps, actualment els continguts es divideixen de la manera següent:
- Reial Cancelleria (segle IX-1727): 
  - Registres (6.386)
  - Pergamins (21.000)
  - Cartes reials (360 capses)
  - Volums de Vària (497)
  - Processos de Corts (82)
  - Processos de greuges (134 lligalls)
  - Processos d'infançons (31 lligalls)
  - Butlles (873)
- Reial Patrimoni
  - Mestre Racional (segle xiii-1716)
    - Volums (2.970)
    - Pergamins (8.600)

  - Batllia General de Catalunya (segle xiii-1910)
    - Volums (2.352)
    - Processos (800 lligalls)
- Reial Audiència (1372-1900) 
  - Registres (1.699)
  - Conclusions (470)
  - Sentències (423)
  - Lligalls (933)
  - Plets (20.000)
  - Audiència Criminal de Manresa (1882-1892)
    - Volums i lligalls (79)

  - Consolat de Comerç (1716-1829) i Tribunal de Comerç de Catalunya (1829-1868)
    - Llibres (250)
    - Lligalls (1.094)
- Consell d'Aragó (segles XVI-XVII): fons procedents d'aquest organisme es troben també a la secció de Cancelleria de l'ACA, a l'Arxiu del Regne de València, a l'Arxiu de Simancas i a l'Arxiu Històric Nacional de Madrid 
  - Registres (398)
  - Llibres (223)
  - Lligalls (1.393)
- Generalitat de Catalunya (segle xiv-1716): conté l'arxiu de la Diputació del General de Catalunya (Diputació permanent dels tres braços de les Corts de Catalunya, amb jurisdicció en tot el Principat) i fons incorporats.
  - Volums (4.000)
  - Lligalls (500)
  - Pergamins (500)
- Hisenda (s. XIX-1967): el fons acull documentació produïda per la Intendencia de Ejército y Provincia del Principado de Cataluña (1713-1849), les oficines provincials de la Hisenda Pública (administracions, comptadories, tresoreries) anteriors a la creació de les delegacions provincials, i la delegació d'Hisenda de la província de Barcelona (des del 1881). La documentació n'és principalment de tipus fiscal, comptable i cadastral.
  - Llibres (13.900)
  - Lligalls (3.500)
- Ordes religiosos i militars (s. IX-XIX): inclou els fons de la desamortització eclesiàstica (monacals) i els del Gran Priorat de Catalunya de l'orde de Sant Joan de Jerusalem.
  - Llibres (5.600)
  - Lligalls (1.100)
  - Pergamins (30.000)
- Protocols notarials (segle xiii-XIX): conté els fons notarials de Sant Cugat del Vallès, Bagà, Berga, Cardona, Igualada, Manresa, Mataró, Sant Feliu de Llobregat, i diversos.
  - Llibres (8.100)
- Diversos i col·leccions: conté alguns fons i diverses col·leccions, tant de documentació antiga (cartes àrabs, cartes gregues, cartes hebrees, etc.) com d'annexions modernes (Casagemas, ingressat el 1940, Can Falguera, dipositat el 1987, Comandància de Marina de Barcelona, ingressat el 1956, etc.).